# 생거진천 사거용인
생거진천 사거용인(生居鎭川 死居龍仁)은 살아서는 진천땅이 좋고, 죽어서는 용인땅이 좋다 라는 뜻이다. 그런데 사실은 자기 혼령으로 남의 육신을 살아가야 했던 추천석을 바탕으로 옛말이 생겼다고 한다. 하지만 그 사자성어의 의미는 충청북도 진천군은 물이 좋고(풍수적) 살기 좋다는 뜻이고, 경기도 용인시는 묻힐 때에(지리적) 명당으로 낫단 말로도 풀이된다.

## 이야기
1. 진천땅에는 농부 추천석이 가족들과 가난하게 살고 있었다. 하지만 어느 날, 저승사자가 용인땅의 추천석을 데려와야 하는데 이름과 생년월일이 같다는 이유로 그만 진천땅의 농부 추천석을 데려온 것이다. 그 바람에 잘못 저승으로 간 진천땅의 농부 추천석은 이승으로 돌아왔으나 이미 진천땅의 가족들이 장례를 치르고 진천땅 추천석 육신을 땅에 묻은 뒤였기 때문에 들어갈 수가 없었다. 한편, 저승사자는 용인땅의 선비 추천석을 데려왔고 그 시신에 진천땅의 농부 추천석 원령이 들어갔다. 그 바람에 진천땅의 추천석은 용인땅 추천석 육신을 빌어 회생하여 곧바로 진천땅의 가족들을 만나려 했으나 용인땅의 추천석 가족들이 막았고, 아울러 진천땅의 추천석 가족들도 믿지 않았다. 결국 모두 관아로 끌려갔는데 사또도 역시 안타깝게도 추천석을 용인땅의 추천석으로 살아야 한다고 판단하였다. 결국 추천석은 쓸쓸하게 용인땅에서 용인땅의 추천석 가족들과 함께 살다가 떠났다[1]. 하지만 어떤 이야기에서는 추천석이 살아있는 한은 충청북도 진천군에 살다가 죽을 때에는 경기도 용인시에 묻혔다는 이야기도 있다.-->  진천과 용인을 바꿔 기록한 듯...  즉 용인의 추천석이 진천의 추천석 몸 안으로 들어간 것임.  원님의 판결도 살아서는 육체의 주인이 살던 진천에 살고 죽어서 원래 고향인 용인으로 가라는 의미에서 생거진천 사거용인이란 말이 나온건데?
2. 다른 이야기도 있다. 옛날 충청북도 진천군에 사는 허생원이라는 사람의 딸이 경기도 용인시로 가서 남편과 결혼하여 아들을 낳았으나 불행히도 남편이 세상을 떠나고 말았다. 아울러 남편의 어머니까지 세상을 떠난 후, 딸은 다시 충청북도 진천군에 아들을 낳았다. 결국 아들이 두 명이 되었는데 각각 충청북도 진천군의 아들과 경기도 용인시의 아들이었다. 이후 허생원의 딸은 개가를 하였는데, 용인에 사는 큰 아들이 진천으로 개가한 어머니를 모시고자 했으나 진천의 작은 아들이 극구 반대했다.그래서 큰 아들이 하는 수 없이 관아에 소송을 냈다. 관아에서 이렇게 판결했다. “너의 어머니가 살아 있을 동안에는 진천에 의부가 있으니 거기서 살고 죽은 후에는 용인에 모시도록 하라.”이 말은 농업이 으뜸이었던 시절에 진천은 들이 넓고 기름지며 가뭄과 큰 물이 들지 않아 농사가 잘돼 생거진천(살려거든 진천 땅에 살고) 이라 했고, 용인은 사대부들의 유택이 많은 산세가 준수한 땅이어서 사거용인(죽은 후 용인 땅에 묻히라)이라고 불렀다는 얘기다.[2]

## 전설의 고향
- 내 혼백 남의 육신이라는 내용을 참조[3].

## 묘
실제로 경기도 용인시에는 훌륭한 여러 사람들의 묘가 있다고 한다.

## 같이 보기
- 배산임수
- 명당보국
- 장풍득수